# TRIBAL 12
『TRIBAL 12』（トライバル トゥエルブ）は長田悠幸による日本の漫画。2007年から2008年春まで『マガジンSPECIAL』（講談社）で連載されていた。単行本は全3巻。

## 世界観
一人の少女が大切な人を失ってしまった時から、この世界は変わり始めた。その少女はもう一度その人に会うために、失った人を取り戻す方法を探し続けた。やがて科学者になったその少女は、遂にそのための物質を作り出す実験に成功した。その物質の名は「メタフィジカ粒子」。人の強い想いが本当に形になる、精神と物質の境界を取り払う奇跡の粒子。しかし、完成を目前にして研究は大失敗し、メタフィジカ粒子は世界中に飛び散った。
それにより、この世界では不思議なことばかり起こるようになった。遺跡や石造物に堆積した太古の人々の念が現実化し、暴走を続ける動く巨石「太古の者」。想像を現実化する「VISION（ヴィジョン）」という特殊能力を持つ人間の出現。そして「太古の者」に唯一対抗できる、VISIONの力をさらに増幅することが出来る道具、「アクセサリ」を持つ能力者集団“12”（トゥエルブ）の結成。まさしく、彼女が創り出してしまった世界は「夢が現実になる世界」。

## あらすじ
VISION使いを養成する「学園」きっての秀才、庚練安は、“12”に入るための最終試験の地へ赴く。そこで庚は、銭湯を営む少年オズと、オズの飼い犬のトラバに出会う。庚の試験は太古の者を倒すこと。果たして庚は、無事“12”入りを果たすことは出来るのか!?

## 登場人物
- 本文中では、主人公の一人・「庚練安」は「コウ」と表記する。
- 本文中では、防衛機関「12」（トゥエルブ）は“12”、敵対組織「悪夢」（ナイトメア）は“悪夢”と表記する。

### 12
「12」の読みは「トゥエルブ」。唯一、太古の者に対抗できる機関。総勢12名で構成され、全員“12”の証ともいえる「アクセサリ」を所持している。欠員が出たら、他の有能な者にアクセサリが渡っていくシステム。各々、十二支の動物の力を使う能力者であり、動物の名で呼び合うことも多い。
アクセサリとは、“12”のみ持つことが許される12個の装置。これを装着することによってVISIONを一カ所に集中し、より強いVISIONを生み出すことができる。それぞれ、十二支の動物の力が封じ込められている。存在が確認されているのは、オズの「ドッグブレス」、コウの「猿の頭輪」（モンキーバンド）の2個だけである。作中で明かされている限り、「ドッグブレス」はネロ→オズ、「猿の頭輪」はモンタナ→モンロー→コウという具合に受け継がれていった。
庚練安（コウ ネリヤス）／コウ
本作の主人公。「コウ」はニックネーム。メガネがトレードマークの青年。“12”の「猿」の能力者。
“12”養成機関「学園（アカデミー）」で、学術・体術・戦術を全てトップで修めた学園一の秀才。本来はオズではなく彼が“12”に加入するはずだったが、ドッグブレスを奪い高位現実態で太古の者を倒したオズに“12”の座を譲り、モンローにより彼の教育係に任命される。
努力家だが、生真面目すぎて運に見放されている面がある。オズの教育係を務めていたころには、「“12”ではない奴」という認知のされ方をよくされ、その都度訂正を加えていた。
サスキスとの戦闘で致命傷を負ったモンローから「猿の頭輪」（モンキーバンド）を受け継ぎ、正式に“12”に加入する。
現実態は斉天大聖。
斉天大聖（せいてんたいせい）
「猿の頭輪」（モンキーバンド）から召喚される「猿」の現実態。棒を持っている猿。召喚される際は、コウの後頭部付近から、猿の両腕と、手に持っている棒のみ生えてくる。
如意変化 連（にょいへんげ レン）
斉天大聖の武器である棒で、無数の突きを繰り出す技。
如意変化 旋（にょいへんげ セン）
斉天大聖の武器である棒を、手元で回転させる技。旋風を巻き起こすことも可能。
如意変化 斬（にょいへんげ ザン）
斉天大聖の武器である棒で、対象を真っ二つに切り裂く技。

オズ
本作のもう一人の主人公。鉢巻（“12”加入後はゴーグル）、赤髪、赤い瞳がトレードマークの少年。“12”の「犬」の能力者。
元々は死んだ祖父の残した湯屋を犬のトラバと一緒に営んでいたが、コウが“12”加入のための最終試験を受けるために立ち寄った際に太古の者に町を破壊され、トラバを傷つけられた怒りでVISIONを発動させる。それがきっかけでカグヤにスカウトされ、「ドッグブレス」のオーナーとなる。
VISIONに関しては天賦の才を持ち、CERBERUS（ケルベロス）、魔狼フェンリルといった高位現実態を召喚できる。
オバケが苦手で、一見オバケ屋敷のようなウインドミル城に入るのを拒んでいた。
彼の正体はウェンディ博士が死の直前に創り出した「2人目のピーター」、すなわちVISIONである。首には研究員・トラバにより「02」という印が付けられている。
トラバ（犬）
オズが祖父を亡くした悲しみから逃れるために、無意識にVISIONで創り出した犬。名前の由来は、オズの死んだ祖父の名から来ている。
CERBERUS（ケルベロス）
「ドッグブレス」から召喚される「犬」の高位現実態。三頭の首を持つ巨大な犬。オズが召喚する際には、トラバ（犬）を形態変化させ、ケルベロスに変える。オズのVISIONが高まり、オズの全身が黒く染まったとき、一度だけ「黒いケルベロス」となり、オズの両手と同化したことがあった。「CERBERUS」と英字表記されることが多い。
魔狼フェンリル（まろうフェンリル）
「ドッグブレス」から召喚される「犬」の高位現実態。炎を纏う魔狼。オズが召喚する際には、トラバ（犬）を形態変化させ、自分の腕とフェンリルの頭部を融合させた形で召喚する。口から、炎を放出することが出来る。
技
HADES HOWL（冥界の咆哮）
全身をVISIONと同化した状態で、両手をケルベロスに変化させて、そこから強力なエネルギーを放射する。
魔狼の業火（フェンリルズインフェルノ）
魔狼フェンリルの口から放たれる業火で、対象を焼き尽くす技。
旋風業火（トルネードインフェルノ）
オズとコウの合体技。オズの繰り出す「魔狼の業火」に、コウの「如意変化　旋」の旋風を加え、「魔狼の業火」の威力を格段にパワーアップさせたもの。

カグヤ
“12”の「兎」の能力者。コードネームは「月読（つくよみ）のカグヤ」。耳の聴力が高く、“12”のナビゲーター的役割を担っている。真面目で仕事熱心なため、正反対の性格のモンローを見ていると、ついカリカリしてしまう。ネロとは恋人同士だった。
モンロー
“12”の「猿」の能力者。コードネームは「爆乳先生（ばくにゅうティーチャー）モンロー」（あくまで自称）。「猿の頭輪」のオーナーで、現実態は猿神（ハヌマン）。兼任で、学園の学園長を務めていた。“12”に入る以前は女優だった。サスキスとの戦闘で死亡。
猿神（ハヌマン）
「猿の頭輪」（モンキーバンド）から召喚される「猿」の現実態。コウと同様、後頭部付近から猿の両腕が生えてくる。
猿神乃神波劉（ハヌマンズシンバル）
機械仕掛けの腕を召喚して相手を押しつぶすように攻撃する。
十腕睡蓮（トウワンスイレン）
一度に10本の腕を召喚して相手を握りつぶす。

ディーノ
“12”の「馬」の能力者。コードネームは「銀騎士（シルバーナイト）ディーノ」。現実態はユニコーン。“12”のリーダー。
ユニコーン
「馬」の現実態。外見は、オートバイの様に車輪が付いている。ディーノは乗り物として、ユニコーンを使用している。
疾風の騎槍（ゲイルランス）
ユニコーンに乗った状態から、槍で対象を貫く技。
真一文字槍(ストレートラインランス)
ランスを持った状態で突進して対象を貫く。

アンジェラ
“12”の「牛」の能力者。コードネームは「鉄の魔女っ娘（アイアンウィッチ）アンジェラ」。現実態は魔王タウロ（小さな体格に相反して、魔王タウロは超巨大）。魔女っ娘の名の通り、魔王タウロを召喚する際には、「せんまいひれはつかたろーす☆はらみみのがつねーぎたん☆」という妙な呪文を唱える。
魔王タウロ
「牛」の現実態。巨大な牛。腕をロケットパンチの如く飛ばすことが可能。
駆け抜ける鉄槌（オーバーテイクハンマー）
鉄の魔女っ娘アンジェラの魔王タウロの放ったロケットパンチのような技。
渚の押問答（ウォーターズエッジバンディワーズ）
相手に対し真っ向から取っ組み合って、押し合い勝負をする技。魔王タウロとほぼ同じサイズの太古の者に対し使っていた。

メリー
“12”の「羊」の能力者。コードネームは「地獄牧師（ヘルパスター）メリー」。現実態はアメン（大きな体格・強面に相反して、アメンは小さくて可愛い）。モンロー曰く、“12”に入る以前は牧師をやっていたらしい。能力を使うときだけ性格が一変する。
アメン
「羊」の現実態。小さい羊。メリーが能力を使う際には、アフロの様にアメンを頭に被っている。
MAGMA MAGMA(マグマ マグマ)
広範囲に渡って、マグマを発生させて攻撃する技。
稲妻地獄（ライトニングヘル）
元牧師のメリーの必殺技。羊の帽子をかぶった後ロックを歌うことで周囲に稲妻を放つ。

カガチ
“12”の「蛇」の能力者。コードネームは「うわばみのカガチ」。武器は刀。蛇という獣性から、毒の類が一切効かない。極度の酒豪。
春疾風炎夏秋雨冬霞 四季分一太刀（はるはやてえんかあきさめふゆがすみ しきぶんいったち）
髪の毛を刃のように展開させた状態で、更に相手をすれ違い様に居合いで一閃することで、対象をバラバラに切り裂いてしまう。

ウー
“12”の「猪」の能力者。コードネームは「獣人のウー」。そのコードネーム通り、VISIONにより獣人のように変身することが可能。のんびりとした性格に相反して、凄まじい突進スピードを誇る。
獣脚土呑伽燉（じゅうきゃくどどんがどん）
百メートル1秒フラットで走るイノシシに変身した状態で繰り出した蹴り攻撃。
獣撃牙巖伽頑（じゅうげきががんががん）
対象に向かって牙を伸ばして攻撃する技。

ハイド
“12”の「鳥」の能力者。コードネームは「遊楽（ゆうらく）のハイド」。小柄で陽気な性格。鳥を召喚し、飛行が可能。
ミニー
“12”の「鼠」の能力者。コードネームは「無限の（インフィニティ）ミニー」。勝ち気な少女。
絨毯走者の行進(ラグランナーマーチ)
無数の小さいミニーを召喚する技。ウーには「いつ見ても気持ち悪い」と評価された。

ジェット
“12”の「虎」の能力者。コードネームは「イグニッションのジェット」。所々に英語を交えて話すナイスガイ。指にVISIONを込めて、指先に触れたものを爆破する技を使う。

### 12関係者
ドンキー布袋（ドンキーほてい）／ホテイ
ウインドミル城に住む老人。“12”の創設者であり、コードネームは「夢語り（ドリームテラー）のホテイ」。“12”機関の最高権威でもある。VISIONを使える人間の獣性を識別することができるが、肉体の衰えにより自身はVISIONを使えなくなっている。元は“12”の「龍」の能力者だった。
ウェンディ
本作のヒロイン。「魔女」と呼ばれている少女。ドンキー布袋と共にウインドミル城で暮らしていた。オズに一目惚れした。ウインドミル城で暮らしていたころは、退屈凌ぎのために洋裁をやっていた。
ウェンディ博士
メタフィジカ粒子を研究していた女性科学者。幼少期に亡くしたピーターを甦らせるためにティンカーベルを開発したが、フックにより引き起こされた研究所の倒壊により死亡する。ウェンディは彼女が遺したデータから生み出されたクローンであり、博士の記憶も受け継いでいる。

モンタナ
モンローの兄。モンローの前任の「猿」の能力者だったが、太古の者との戦闘中に殉職した。
トラバ（人）
ウェンディ博士のもとでメタフィジカ粒子を研究していた科学者。故人。研究所倒壊後に発見されたオズを引き取り、湯屋を営んでいた。

### 悪夢
「悪夢」の読みは「ナイトメア」。世界を恐怖に陥れる「太古の者」の行軍を兵器として利用し、汚れた世界を「原初の混沌」（BABEL）に戻し、新世界の創造主に成ろうと目論む謎の組織。“12”とは対照的に、「悪夢を現実に変える力」を持つ。
フック
“悪夢”を統べる男。元はウェンディ博士に思いを寄せる科学者だったが、彼女は自分の気持ちに応えなかったことを恨みティンカーベルを暴走させる。
ネロ
“悪夢”の一人。“裏切りのネロ”。元はオズの前の“12”の「犬」の能力者だったが、太古の者との戦闘中に死亡。その後PROJECT BABEL（プロジェクト・バベル）の手によって“悪夢”の一員となった。VISIONを掌から放出する技を使う。
サスキス
“悪夢”の一人。“強欲のサスキス”。現実態は「十億蟲」（ギガバグ）。大鎌と、“蟲”（バグズ）という虫を使う。大鎌の刃先には、蟲毒という毒が塗られており、モンローに致命傷を与えた。その体自体が、虫の集合体で構成されており、斬られても再生する。オズとコウの合体技により倒されたかに見えたが、1匹だけ残った蟲から肉体を再構成し、拠点にてカガチと対峙する。しかし同じ毒使いであるカガチに蟲毒は通用せず、全ての蟲を切り刻まれて完全に倒された。
十億蟲（ギガバグ）
「蟲」の悪夢現実態（ナイトメアエネルゲイア）。「蟲」の集合体で、巨大。鱗粉を放ったり、蜘蛛の網を出したりすることから、あらゆる虫の特性を兼ね備えている様である。
蛾鱗牙（ガリンガ）
現実態「十億蟲」（ギガバグ）が放つ鱗粉で、対象の視界を奪い、隙をつくる技。
地蜘蛛縛（ジグモバク）
現実態「十億蟲」（ギガバグ）が放つ、蜘蛛の糸から成る網のような物で、対象を巻き付け、行動不能にする技。網は頑丈だが、フェンリルの放つ炎によって焼き切れた。
蟲毒の大瀧（バグズ・フォール）
無数の「蟲」（バグズ）が滝の如く天から降り注ぎ、対象を襲う技。

ドルド
“悪夢”の一人。“怠惰のドルド”。
亀鏡(きっきょう)縛り
対象を多角形の鏡で覆い、その中にいるものを別々の場所にワープさせる。

カルナバル
“悪夢”の一人。“傲慢のカルナバル”。
ジキル
“悪夢”の一人。“嫉妬のジキル”。
ニトロ
“悪夢”の下っ端。イワロックを影で操り、沙嶺弩を牛耳っていたが、“悪夢”として覚醒したネロにもう用無しと判断され、瞬殺された。

### その他
ジンガ
コウの故郷『沙嶺弩』で暮らしている青年。コウの幼馴染みで、コウには「泣き虫ジンガ」と呼ばれている。イワロックに騙されていた被害者の一人。
イワロック
「イワロック卿」と呼ばれていた詐欺師。「大輪岩教」という偽りの宗教で民衆を誑かし、大金を巻き上げていた。その後コウによって退治された。

## 地名・場所
オズの故郷
オズが湯屋を営んでいた町。コウが最終試験のために訪れた地でもある。
学園（アカデミー）
“12”の養成機関。VISIONを持つ者は皆、此処で“12”になるために学び、その中でも特に優秀な人材は、“12”候補生に推薦される。中には、VISIONの練習が出来る「VISION　ROOM」（ヴィジョンルーム）が設けられていたり、設備が行き届いている。モンローが学園長を務めていた。
沙嶺弩（サレド）
東の海の港湾都市。九年前、太古の者の大行軍に襲撃されたが、今では復興してきている。コウの故郷。
ウインドミル城
一見オバケ屋敷のような城。ドンキー布袋とウェンディの二人が暮らしていた。中には侵入者を試すための仕掛けが幾重にも張り巡らされており、ドンキー布袋曰く、最上階まで来るには早くても丸一日は掛かるらしい（コウとオズは比較的短時間で最上階まで辿り着いた）。
ネバーランド
メタフィジカ粒子研究所があった場所。
浮遊城
“悪夢”の居城。
エメラルド
墜落した浮遊城を慰霊碑に再建した聖なる都。
トトスの木の丘
ピーターとウェンディの約束の場所。

## 用語
メタフィジカ粒子
ウェンディ博士が実験で作り出した、精神と物質の境界を取り除く奇跡の粒子。
太古の者（たいこのもの）
世界中に拡散したメタフィジカ粒子により、遺跡や石造物に堆積した、太古の人々の念が現実化した物体。人間の脅威といわれている。

VISION（ヴィジョン）
「想像を現実に変える力」で、選ばれた人間しか使えない。普通の状態でVISIONを高めても、その力は体中に分散して10％も発揮できない。コウの台詞によれば、足にVISIONを込めればキック力も上がる模様。VISIONが集中した箇所には「トライバル」という黒い模様が出現する（オズは全身にトライバルを出現させるという常識離れした現象を引き起こした）。
現実態（エネルゲイア）
VISIONによって創り出した想像の産物。高度なものには「高位〜」と付く。

獣性（じゅうせい）
人間の深層意識の根底に存在する、獣の属性。自分の獣性に合うアクセサリを使わないと、真の能力が発揮されない。
PROJECT BABEL（プロジェクト・バベル）
“悪夢”の掲げる一大プロジェクトの名称。その内容は、「世界を恐怖に陥れる『太古の者』の行軍を兵器として利用し、汚れた世界を『原初の混沌』（BABEL）に戻し、自身らが新世界の創造主に成る」という計画。
ティンカー・ベル
超高濃度人工培養メタフィジカ粒子圧縮球機。
ギア
この世界の通貨。同作者の同系統の別作品、「トト」、「トト! the wonderful adventure」でも同名の通貨が使われている。なお、のちの別系統のレース漫画、「RUN day BURST」にも登場した。

## 単行本
- 第1巻 ISBN 978-4-06-363908-7
- 第2巻 ISBN 978-4-06-375434-6
- 第3巻 ISBN 978-4-06-375472-8